# وليام هيفيلفينجير
وليام والتر «بدج» هيفلفينجر (بالإنجليزية: William Walter "Pudge" Heffelfinger) (ولد في 20 ديسمبر 1867، ومات في 2 أبريل 1954) هو مدرب ولاعب كرة القدم الأمريكية. يعد أول لاعب محترف في هذه الرياضة.

## مسيرته المهني
لعب هيفلفينجر، الفائز في فريق والتر كامب في جامعة ييل منذ عام 1888-1891. بعد أن تخرج من جامعة ييل في عام 1892، قام بلعب كرة القدم للهواة في فريق شيكاغو الرياضي (إذ حصل على أجر «يصل لضعف» الأجر الذي كان سائدًا في هذه الفترة).

### أول لاعب كرة قدم محترف
في الستينيات، رجل يدعى «نيلسون روس» ذهب إلى مكتب أرت روني، رئيس ناد بيتسبورغ ستيلرز وهو أحد أندية دوري كرة القدم الأمريكية. وبعد مناقشة وجيزة، أعطى الرجل لروني كتيبًا مطبوعًا، مكونًا من 49 صفحة يحتوي على معلومات عن بدايات تاريخ كرة القدم للمحترفين. أشار روس في دراسته المقتبسة من جريدة بيتسبرج إلى أن هيفلفينجر كان أول لاعب كرة قدم محترف في الواقع، وكان حارس لأفضل فريق أمريكي تابع لجامعة ييل، تعاقد معه من أجل اللعب لنادي أليني في 12 نوفمبر 1892 بمبلغ 500$. حتى ذلك الحين، كان جون برايلر [الإنجليزية]، لاعب اتحاد لاتروب الرياضي [الإنجليزية]، هو أول لاعب كرة قدم محترف. وسرعان ما اكتشفت قاعة مشاهير لاعبي كرة القدم صفحة ممزقة من حساب دفتر الحساب الذي أعده مدير نادي أليني، أوه دي طومسون [الإنجليزية]، ورد فيها: «مكافأة الأداء الجيد في اللعب لدبليو هيفيلفينجير (نقدًا) بمبلغ 500$.» على الرغم من أنه لم يثبت دفع المبلغ قبل حصول قاعة مشاهير لاعبي كرة القدم على دفتر حساب اتحاد ألييني الرياضي من تاريخه، إلا أن هذا المبلغ يثبت أن هيفلفينجر هو أول لاعب كرة قدم محترف على الإطلاق. وقد عرض عليه نادي بيتسبرغ الرياضي سابقًا مبلغ 250$ من أجل اللعب باسم النادي في المباريات، ولكنه لم ير العرض مغريًا بحيث يخاطر بوضعه مع الهواة.
وفي 12 نوفمبر 1892، حصل هيفلفينجر على مبلغ 25$ عن مصروفاته ومكافأة قدرها 500$ (تتعدى أضعاف مصروفاته) من اتحاد أليجني الرياضي للعب مباراة ضد منافسه نادي بيتسبرغ الرياضي. أقيمت المباراة في المتنزه الترفيهي في الساحل الشمالي لبيتسبرغ. وحفر هذا الحدث مكانه في ذاكرة التاريخ. على الرغم من عدم نشر مستحقات هيفلفينجر أو الاعتراف بها، تسبب وجوده في جدل كبير، إذ احتج نادي بيتسبرغ الرياضي على وجود هيفلفينجر ضمن قائمة الفريق ولاعبي اتحاد شيكاغو الرياضي الآخرين في صفوف الفريق المنافس. رد نادي أليجيني بدوره على ذلك، بأن بيتسبرغ في واقع الأمر قد استعان بلاعبين آخرين من الخارج أيضًا. انتهت المباراة 4-0 لصالح ألييني. سجل هيفلفينجر في المباراة الهدف الوحيد الذي سُجل عن طريق تسجيل هدف [الإنجليزية] بعد استخلاص الكرة وهو في وضع عدم التحكم في الكرة [الإنجليزية].
بعد بأسبوع من المباراة، دفع نادي أليجيني مبلغ 250$ للاعب المعتزل بن "سبورت" دونيلي [الإنجليزية] التابع لـ برينستون للعب في صفوف الفريق في مركز الهجوم ضد فريق كلية واشنطن وجيفرسون [الإنجليزية]. على الرغم من وجود اثنين من ذوي الخبرة في الفريق، إلا أن فريق ألييني خسر المباراة بنتيجة 8–0.

## مهنته كمدرب

### كاليفورنيا
عمل هيفلفينجر كمدير فني للمرة الأولى مع فريق بيركلي، جامعة كاليفورنيا في الموسم الكروي لعام 1893 وكان ثالث شخص يُستعان بخدماته في هذا المنصب. حقق فريقه 5 مباريات فوز وهزيمة واحدة وتعادل وحيد.

### ليهاي
عمل هيفيلفينجير مديرًا فنيًا لفريق كرة القدم في جامعة ليهاي في بيت لحم (بنسيلفانيا) وتولى هذا المنصب في موسم 1894. وفي مسيرته مع ليهاي، حقق الفوز 5 مرات وتلقى 9 هزائم ولم يحقق أي تعادل.

### مينيسوتا
درب هيفيلفينجير أيضًا فريق كرة القدم في جامعة مينيسوتا عام 1895. وقاد الفريق لتحقيق فوز كبير بنتيجة 7-3 في موسمه الوحيد الذي قاد فيه الفريق. شملت أبرز النتائج الانتصارات على منافسيه جامعة ويسكونسن، ماديسون وجامعة شيكاغو، متفوقًا على خصومه بنتيجة 136 مقابل 58 في هذا الموسم.

## وصلات خارجية
- "History: Pro Football's Birth Certificate," Pro Football Hall of Fame, www.profootballhof.com/